# Kay Dick
Kay Dick, właśc. Kathleen Elsie Dick (ur. 29 lipca 1915 w Londynie, zm. 19 października 2001) – angielska pisarka, dziennikarka i redaktorka.

## Życiorys
Urodziła się 29 lipca 1915 roku w Londynie jako nieślubne dziecko. Wychowała się w Szwajcarii, po czym ukończyła Lycée Française w Londynie. Z początku pracowała w księgarni, następnie objęła stanowisko redaktorki w wydawnictwie P.S. King & Son. W wieku dwudziestu sześciu lat została pierwszą kobietą na stanowisku dyrektora w angielskich wydawnictwie. Pisała dla tygodnika „New Statesman”, należała do redakcji czasopisma literackiego „The Windmill”, w którym posługiwała się pseudonimem Edward Lane. Jej recenzje pojawiały się regularnie na łamach „The Times”, „The Spectator” i „Punch”.
Zadebiutowała w 1949 roku powieścią By the Lake, która – tak jak kolejne trzy dzieła – opisywała rodzinne i miłosne uwikłania. Jej przedostatnie dzieło, dystopijne They (1977) o bandach filistrów przewalających się przez Anglię by niszczyć książki i dzieła sztuki, choć w treści może przywodzić na myśl powieści 451 stopni Fahrenheita i 1984, pod względem formy jest znacznie bardziej eksperymentalne. Publikacja została wyróżniona nagrodą literacką South East Arts. W swej ostatniej powieści, autobiograficznym dziele The Shelf (1984) Dick opisała historię tragicznego lesbijskiego romansu. Oprócz beletrystyki opublikowała także cenioną pracę na temat commedia dell’arte pt. Pierrot (1960) oraz dwa zbiory wywiadów, w tym Ivy and Stevie (1971) z rozmowami z pisarkami Ivy Compton-Burnett i Stevie Smith, który A.S. Byatt nazwała lekturą obowiązkową dla osób zainteresowanych ich twórczością.
Dick należała do literackiej społeczności Londynu połowy XX w. Jej dom, który prowadziła z partnerką Kathleen Farrell, odwiedzali m.in. C.P. Snow, Pamela Hansford Johnson, Brigid Brophy, Muriel Spark, Stevie Smith, Olivia Manning, Angus Wilson czy Francis King. Działała na rzecz idei Public Lending Right.
Zmarła 19 października 2001 roku.

## Dzieła
- By the Lake, 1949
- Young Man, 1951
- An Affair of Love, 1953
- Solitaire, 1958
- Pierrot, 1960
- Sunday, 1962
- Ivy and Stevie, 1971 (wywiady)
- Friends and Friendship, 1974 (wywiady)
- They: A Sequence of Unease, 1977; wyd. pol.: Oni. Dorota Konowrocka-Sawa (tłum.). ArtRage, 2022. ISBN 978-83-963402-0-7. Brak numerów stron w książce
- The Shelf, 1984

Na podstawie źródła.